# Rijksheerlijkheid Gemert
De Heerlijkheid Gemert was een vrije rijksheerlijkheid binnen het Heilige Roomse Rijk.

## Geschiedenis

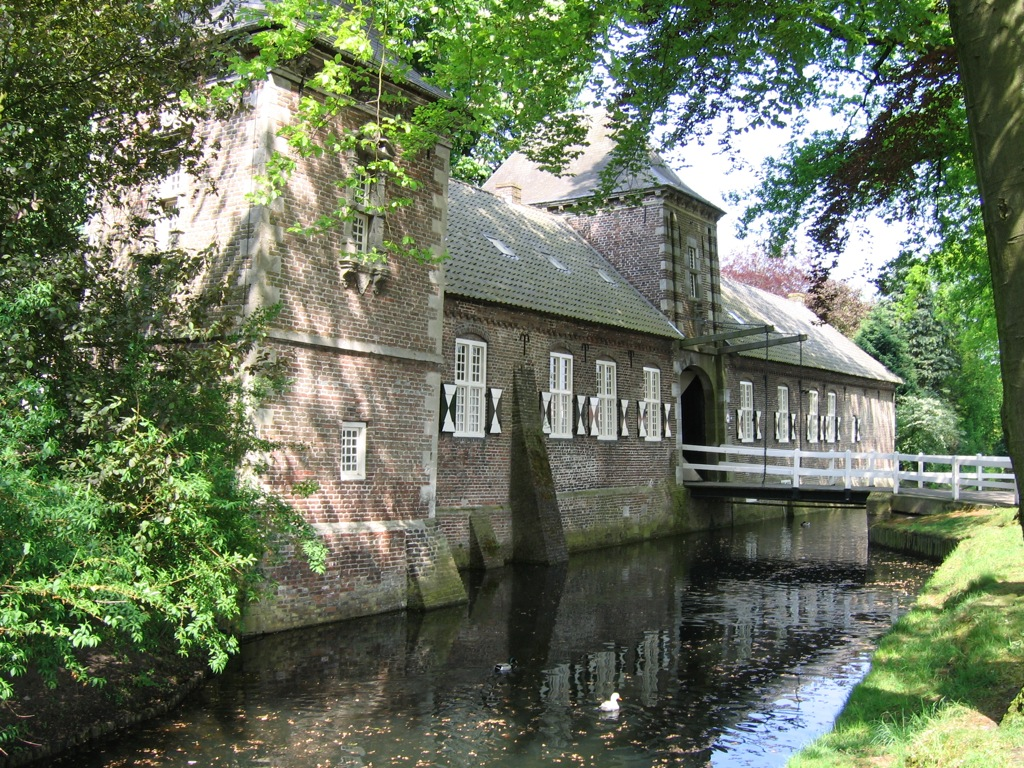
Kasteel Gemert, de voorburcht

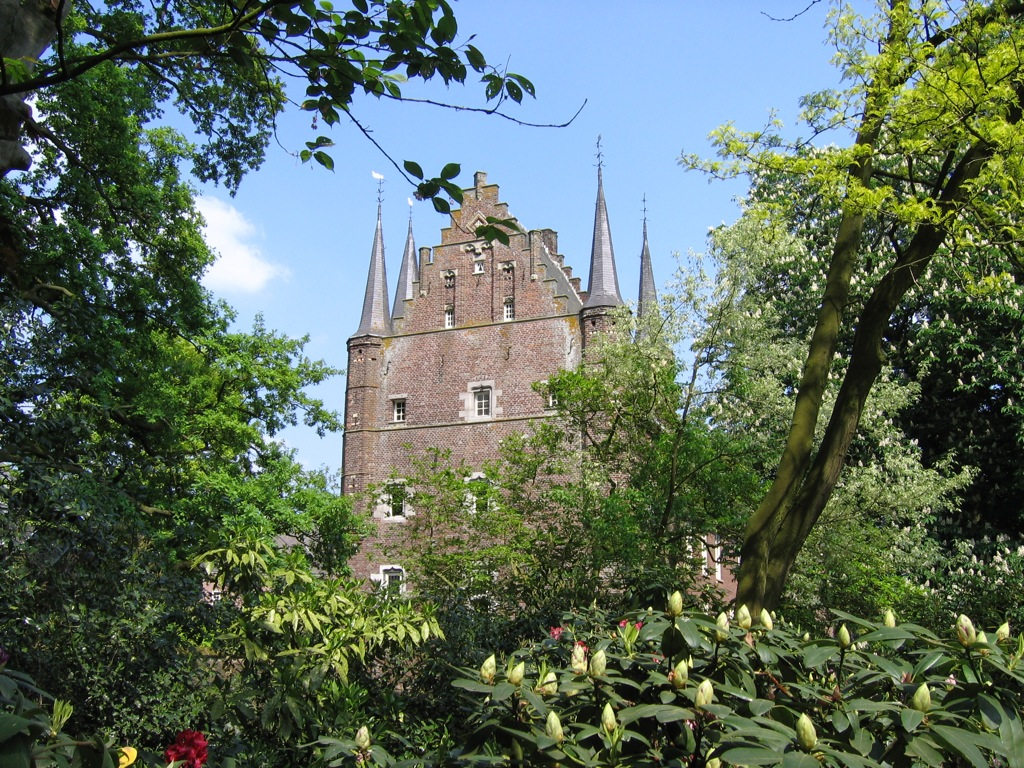
Kasteel Gemert, De donjon

Ontstaan als leen van Brabant werd Gemert uiteindelijk een rijksvrij bezit van de Duitse Orde.

### Condominium onder Brabant
Een van de leden van het heersende geslacht, Rutger van Gemert, trad rond 1220 toe tot de Duitse Orde en schonk zijn bezit aan de Orde. Het gezag over de heerlijkheid werd nu gedeeld door de heer van Gemert en de commandeur van de Duitse Orde, die viel onder de landcommanderij van Alden Biesen. In 1249 werd Gemert genoemd als vrije heerlijkheid, en was er reeds sprake van een Huis der Teutonen in Gemerthe, ofwel een vestiging van de Duitse Orde. De Orde had er een latijnse school. In 1270 verklaarde hertog Jan I van Brabant Gemert een vrije heerlijkheid van zowel de Duitse Orde als heer Diederik van Gemert. Het oppergezag zou echter aan de hertog toekomen; het bleef dus een leen van Brabant. 
In 1326 kwam er, na de nodige schermutselingen, een juridische afbakening van de rechten en bezittingen van beide partijen. In 1331 verkocht Diederik de heerlijkheid aan Johan Cuyst uit 's-Hertogenbosch, die haar in 1339 weer over droeg aan de zoon van Diederik, eveneens Diederik genaamd. 
Geleidelijk ontstond opnieuw hooglopende ruzie tussen de heer en de Orde, waarbij militair geweld en brandstichting niet werd geschuwd. Ook werden door beide partijen een aantal mensen gevangengezet. Uiteindelijk werd de bemiddeling van Johanna van Brabant en Wenceslaus van Luxemburg ingeroepen. Dezen verordonneerden de vrijlating van de gevangenen terwijl Diederik en zijn helpers een pelgrimage naar Santiago de Compostella moesten volbrengen. Ook werden er de nodige boetes opgelegd. 

### Rijksheerlijkheid
In 1366 gelastte het hertogelijk paar Diederik om zich als leenman van de Duitse Orde te stellen. De gehele heerlijkheid kwam nu in handen van de Duitse Orde als rijksheerlijkheid, ofwel een Vrye Souveraine Heerlykheyd en Commandeurye der Duitsche Orde.
Hiermee niet akkoord gaand, kwam Filips van Gemert, zoon van Diederik, in 1370 alsnog tot dadelijkheden jegens de Duitse Orde. Hij werd door de kerk veroordeeld en moest een bedevaart maken naar de heilige Judocus en naar Onze Lieve Vrouw van Aardenburg.
In 1391 kreeg de commandeur van de Duitse Orde, Hendrik Reinaart van Husen, toestemming van de hertog om een kasteel te bouwen, mits dit ook steeds voor de hertog toegankelijk was. In 1393 was er opnieuw gewapende strijd tussen de Heer en de Orde. De heer riep de hulp in van de hertog van Gelre, Willem van Gulik, maar deze stelde de Orde in het gelijk. In 1404 deed de zoon van Filips, Gozewijn van Gemert, afstand van de aanspraken ten gunste van de Duitse Orde.
De Duitse Orde stelde zich in de vele regionale conflicten neutraal op. In 1478 kreeg de Orde van hertogin Maria van Bourgondië de Brieve van neutraliteit. Neutraliteit werd betracht met betrekking tot de conflicten tussen de hertogdommen Brabant en Gelre zoals tijdens de Gelderse Oorlogen. 
Ook tijdens de Tachtigjarige Oorlog werd neutraliteit betracht. Na de Vrede van Münster bleef Gemert dan ook bij het Duitse Rijk. 
In tegenstelling tot Staats-Brabant was de uitoefening van de katholieke godsdienst in de rijksheerlijkheid Gemert gewoon toegestaan.
In 1648 echter maakte commandeur Ulric van Hoensbroek  zich los van de Orde en stelde zich onafhankelijk op en riep de hulp in van de Staten-Generaal van de Nederlanden. Deze bezetten de heerlijkheid waarop de katholieke kerken werden gesloten. De grootmeester van de Orde, Leopold Willem van Oostenrijk kwam hiertegen in verzet omme te hebben reparatie van alle nieuwighede binnen Gemert sedert het besluyt van den vrede gepleegt. Dit alles leidde tot een slepende juridische procedure die in 1662 in het voordeel van de Orde werd beslecht. Op 8 juni 1662 werd in een resolutie bevestigd dat het gezag van de heerlijkheid bij de commanderij gelegen was. Wel moest ook de vrije uitoefening van de hervormde godsdienst worden toegestaan en moest de hervormden een kerkgebouw worden toegewezen.

### Opheffing van de heerlijkheid
Na de inval van de Franse revolutionaire troepen in 1794 werd beslag gelegd op de goederen van de Duitse Orde. Bij proclamatie van 21 oktober 1794 werd de Rijksheerlijkheid Gemert ingelijfd bij Frankrijk en onder voorlopig Frans militair bestuur geplaatst. Op 23 januari 1798 werd Gemert toegevoegd aan het Roerdepartement als deel van het arrondissement Kleef; in eerste instantie als kanton Gemert en Boxmeer en vanaf 15 juni 1798 als kanton Gemert.
Op 5 januari 1800 werd Gemert - tegelijk met andere gebieden in het Brabantse - bij verdrag door Frankrijk verkocht aan de Bataafse Republiek. De betreffende gebieden werden door de Bataafse Republiek bestuurd onder de naam Gecedeerde Landen. 
De Gecedeerde Landen werden op 26 september 1805 toegevoegd aan het departement Bataafs-Brabant van het Bataafs Gemenebest. Na de oprichting van het koninkrijk Holland in 1806 werd bij wet van 13 april 1807 het departement Brabant ingesteld als opvolger van Bataafs-Brabant.
In 1810 werd het departement Brabant door Frankrijk geannexeerd en gesplitst. Kanton Gemert lag vanaf toen in het arrondissement Eindhoven, van het Departement Monden van de Rijn met als hoofdstad 's-Hertogenbosch.

## Lijst van decommandeursvan Gemert

### Condominium 1249-1366
Commandeurs van de Duitse Orde, die het bestuur van Gemert delen met de heren Van Gemert, vanaf 1326 in aparte delen met elk een eigen schepenbank.
- (1228) Henricus
- (1241) Ludovicus
- (1253) Wouter van Koblenz
- (1261) Henricus
- (1265) Johannes
- (1270) Walterus de Clivo (van Kleef)
- (1293) Alardus van Horst
- (1332,1334) Jan van der Voeren
- (1363) Henrick van Havert

### Rijksheerlijkheid 1366-1796
Commandeurs van de Duitse Orde die tevens stadhouder zijn van de vrije en souvereine Heerlijkheid Gemert. Formeel zijn zij plaatsvervanger van de landsheer, de landcommandeurs van de Balije Biesen. De jaartallen tussen (haakjes) zijn schattingen.
| - (1366) Gerard van Audenhoven - (1370)-(1386) Robert van Vernenberg - (1389) Frank van Hulsberch - Gerarclus van Havert - (1403)-(1417) Johan Clot(te) - (1408)-(1414) Diederik van Betgenhusen, overlappend met Johan Clot(te) - (1438)-1461 Nicolaas van der Dussen - (1462)-1482 Arnt van der Dussen - (1483)–1503 (Johan) Matteliaen van Eynatten, - (1515)–1544 Hendrik van Eynatten - Hendrik van Hoochkerken (-1561), rentmeester, ten minste vanaf 1553 | - 1560–1570 Wijnand van Eynatten - 1570–1598 Goyart van Aer - 1598-1630 Hendrik van Holtrop - 1631-1655 Caspar Ulrich van Hoensbroek - 1661-1684 Ambrosius van Virmundt, Stadhouder sinds 1656 - 1684-1690 Hendrik van Wassenaar Warmond - 1691-1712 Bertram Wessel, baron van Loë tot Wissen. - 1716-1720 Bertram Anton, baron van Wachtendonk tot Germenseel - 1744-1763 Johan Jozef van der Noot - 1770-1771 Nicolas-Bernard de Borchgrave - 1778-1796 Clemens August van Plettenberg (laatste commandeur) |